# Dãy núi Taurus
Dãy núi Taurus (tiếng Ả Rập,جبال طوروس, tiếng Thổ Nhĩ Kỳ: Toros Dağları) là một dãy núi nằm ở miền nam Thổ Nhĩ Kỳ, với thượng nguồn các con sông như Euphrates (tiếng Thổ Nhĩ Kỳ: Fırat), Tigris (tiếng Thổ Nhĩ Kỳ: Dicle) bắt nguồn từ đó để chảy vào Syria và Iraq. Sông Göksu cũng bắt nguồn từ dãy núi này và đổ vào Địa Trung Hải đoạn gần Silifke. Sông Manavgat bắt nguồn từ vùng sườn núi phía nam của nó.
Hệ thống dãy núi này trải dài thành một vòng cung từ phía hồ Eğirdir ở phía tây theo hướng tây bắc-đông nam rồi đổi hướng thành tây nam-đông bắc tới phần thượng nguồn các con sông Euphrates và Tigris ở phía đông và qua phía bắc Syria tới hồ Van. Dãy núi Taurus là nhánh xa nhất về phía tây của sơn hệ lớn kéo dài ngang qua châu Á - vành đai núi Himalaya. Đoạn thuộc Thổ Nhĩ Kỳ của dãy núi lớn này chạy dọc theo ranh giới phía nam của Anatolia (Tiểu Á) và có thể chia ra làm 4 đoạn chính; gọi là Tây, Trung, Nam và Đông Nam Taurus. Các đỉnh cao nhất nằm trong các đoạn Trung và Đông Nam, một dải núi gồ ghề, lởm chởm.
Tạo thành phần Trung Taurus, rặng Aladağlar chạy từ tây nam sang đông bắc trong khoảng 50 km. Nó có bề rộng khoảng 25–30 km và là nơi có đỉnh cao nhất trong dãy núi Taurus, núi Demirkazik với độ cao 3.756 m (12.322 ft). Rặng núi dài này chạy qua các tỉnh Niğde và Adana và nằm trong đoạn từ hồ Ecemis tới sông Zamanti.

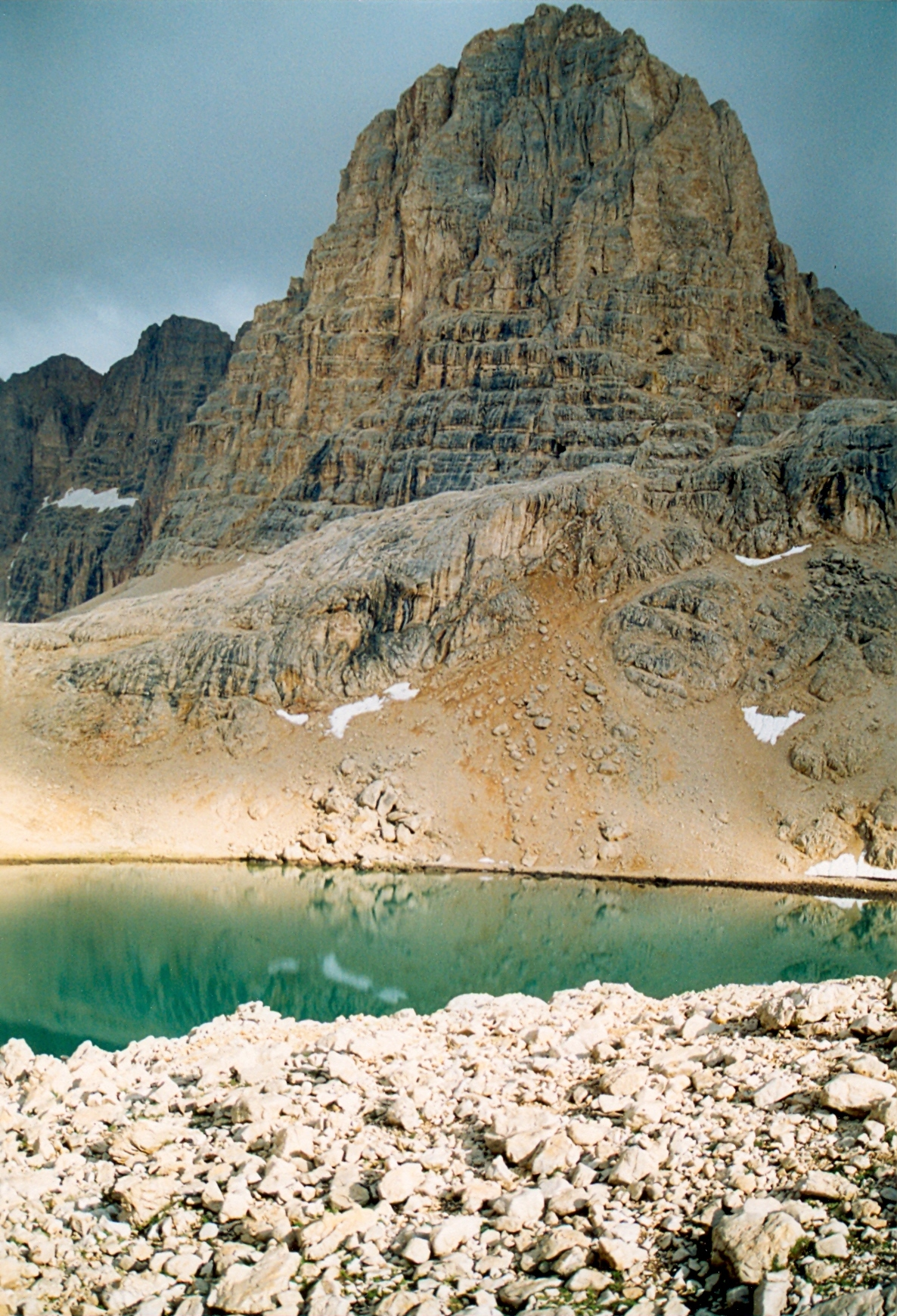
Direktaş, Yedi Göller (Bảy hồ), Ala Dağlar.

Dãy núi Taurus có nhiều đỉnh cao trên 3.000-3.700 m (10.000–12.000 ft), với đỉnh cao nhất là đỉnh Demirkazık tại rặng Aladağlar. Các đỉnh cao khác là Kızılkaya (3.725 m/12.221 ft), núi Vayvay (3.565 m/11.696 ft) ở phần đông và Medetsiz (3.524 m/11.561 ft) trong đoạn Bolkar Dağları.
Dãy núi Taurus chia vùng duyên hải Địa Trung Hải ở miền nam Thổ Nhĩ Kỳ với cao nguyên Anatolia trung tâm. Một đèo được biết đến trong thời kỳ cổ đại là cổng Cilicia cắt ngang qua dãy núi này tại phía bắc Tarsus, nơi sinh ra của thánh Paul.
Đá vôi bị ăn mòn tạo ra các cảnh quan carxtơ với các thác nước, sông ngầm cùng các hang động lớn nhất châu Á, đặc biệt phong phú trong khu vực thung lũng Yedigoller.
Tại Kestel có một di chỉ khảo cổ thời đại đồ đồng trong đó các chứng cứ sớm về khai thác thiếc đã được tìm thấy.
Trong dãy núi này có một khu nghỉ mát trượt tuyết tại Davras, khoảng 25 km từ hai thị trấn gần nhất là Egirdir và Isparta.